# العسكري الأسود (رواية)

العسكري الأسود (يوسف إدريس)

العسكري الأسود رواية للكاتب الدكتور يوسف إدريس (1927-1991). انتشرت هذه الرواية وذاع صيتها، وتُرجمت للعديد من لغات العالم، ومن أسباب شهرة الأديب والروائي يوسف إدريس. تتناول الرواية القمع السياسي وما ينتج عنه من عنف وظلم مجتمعي، وتسلط الضوء بصورة غير مباشرة علي فترة حكم جمال عبد الناصر.

## حياة يوسف إدريس السياسية
أثناء دراسته بكلية الطب شارك إدريس في مظاهرات كثيرة ضد الاستعمار البريطاني، وضد الملك فاروق، ونشر مجلات ثورية أدت إلى سجنه ومنعه من الدراسة عدة أشهر. انضم لحركة حدتو الشيوعية السرية وشارك في أنشطتها، ومع حركة يوليو 1952 بأحلامها العريضة التي تستلهم اليسار، ويحدث الصدام المؤجل بين الشيوعيين ويوليو بعد إعدام العاملين خميس والبقري. رأي إدريس أن الثورة تتمخض فتلد ديكتاتورية.
شارك في النضال الجزائري عام 1961م، حيث انضم إلى المناضلين في الجبال، وحارب معهم من أجل الاستقلال، حتى أُصيب وأُهدي وسامًا تقديرًا لجهوده ثم عاد إلى مصر.
اهتم بالقضايا السياسية، معبرًا عن رأيه، منتقدًا لنظام عبد الناصر في مسرحيه المخططين، ثم مُنعت بعد ذلك. وكان له علاقة طيبة بنظام السادات، ثم انتقده أشد النقد، فكانت علاقة معقدة، بدأت بالمودة وانتهت بالعداوة والخلاف.
قال إدريس: «أنا كنت بكافح زمان لأنى كنت مجرد إنسان حاقد على الظلم والأعداء انما الاستعمار ممكن ينتهى والظلم ممكن يتشكل والقضية مداها أبعد من كده بكتير القضية مش قضية أعداء لا..دى قضية الشعب وأهدافه اللى يحلها هو ايمان الواحد بالشعب أولا وقبل كل شئ».

## ملخص الرواية
تدور أحداث الرواية حول شوقي الطالب بكلية الطب، زميل البطل، الناشط الثوري في الأربعينيات من القرن العشرين، الذي يتم القبض عليه ليخرج من المعتقل إنسانا آخر. انتشرت في هذه الفترة حكايات الذي كان يُعذب الشباب المعتقلين في السجن. بينما يجلس البطل مع صديقه شوقي في المستشفى يأتي إليهم ملف لشُرطي يُطلب منهم توقيع كشف القومسيون الطبي عليه. يحكي التمرجي عبد الله حكاية هذا الشرطي، عباس محمود الزنفلي، الذي انتشرت سمعته بين الناس.
يصطحب شوقي البطل والتمرجي عبد الله معه لتوقيع القومسيون الطبي على الزنفلي الذي كان عسكرياً في القسم الطبي بالجيش، وحين دخل البوليس جعلوه مراسلاً للمكتب الطبي ولكنهم وجدوه أكثر نشاط وذكاء من التومرجي الاصلي. يقابلون زوجته، ويدخلون بعد معاناة حجرته، فيجدونه يعوي كالذئاب والكلاب من الألم وينهش لحم جسده، يتشفى شوقي فيمن عذبه يوما وأهان إنسانيته.

## مقتطفات من الرواية
حين أتحدَّث عن السِّر الذي كان يُحيِّرني في «شوقي»، ولا أعرف له سببًا أو تفسيرًا، لا أقصد ابتسامتَه المشهورةَ عنه، التي كان لا يبتسم ليُعبِّر بها عن شيء بقدْر ما يستعملها كقناع داخلي يخرجه من فمه حين يُريد؛ ليغطِّيَ به ملامِحَه، ويخفِيَ وجهَه الحقيقي عن الناس... تفتَّقتْ عنَّا الحرب العالمية الثانية لنجد أنفسَنا هكذا زملاء في كلية أو جامعة واحدة... حدثَ ذلك الحادثُ السياسي الذي هزَّ البلاد كلَّها، وقُبِض على «شوقي»، وأُدخِل السجن تمهيدًا لمحاكمته... بعد شهور طويلة من انقطاع الصِّلة بينَنا لم أرَهُ إلَّا يوم الامتحان، فوجئتُ به يدخل علينا الخيمة ومعه جمعٌ من زملائه مكبَّلين بالحديد، ومعهم جيش من الحُرَّاس ببنادق وكونستبلات، يومها عبْرَ اللجنة وأوراق الأسئلة تبادَلْنا ابتساماتٍ راعَيْنا أن تكون خَفِيَّة، وكأنَّ عيونًا غير مرئية ستلحظها وتسجِّلها، ألم أقلْ إننا كنا في فترة إرهاب؟! وماذا يفعل الإرهاب أكثر من أن ينجح في جعل كلٍّ منَّا يتولَّى إرهاب نفسِه بنفسِه، فيقوم هو بإسكاتها وإخضاعها للأمر الواقع الرهيب... عرَفتُ حين ظهرتِ النتيجة أنَّ «شوقي» قد نجح، كيف ذاكَرَ وعلوم الطب تحتاج إلى الخبرة العملية والمران؟ ... نجح، ومع هذا ظلَّ مسجونًا لا يُفرَج عنه، ولا يُقدَّم للمحاكمة، ولا يُواجَه بتهمة، أشياء لا تحدث إلَّا في عصورٍ مُظلِمة، أو في بلادٍ، رغم العالم المضيء، لا تزال تحيا في تلك العصور، لم يُفرَج عنه إلَّا بعد انقضاء فترة طويلة، ولم أعرف بالخبر إلَّا حين كنتُ مارًّا بالقسم الذي أعمل به في المستشفى الكبير بعد تخرُّجي، فلمَحْتُه جالسًا في غرفة الحكيمة... عرَفتُ أنه قد عُيِّن في نفس المستشفى... نظرته اكتسبتْ طابعًا آخَر لم يكن لها... ثم بدأتُ أعِي أن صوت «شوقي» نفسه قد تغيَّر... لاحظَ عليه زملاؤنا في «بيت الامتياز» الذي نُقِيم فيه، أنَّه ما من مرةٍ دخلَ فيها حجرةَ أحدِهم إلَّا واختفى بعدَ خُروجِه شيءٌ من محتوياتها... والنظرة الأفعوانية الغريبة التي كان ينظر بها إلى المرضى والناس، وكيف قاطَعَ عائلتَه بعد التخرُّج، وأبى أن يُساعِدَهم بمليم... كان شوقي قد تحوَّل من زعيم طلبة إلى كائن مُزْعِج مُؤْذٍ أصابَنِي شخصيًّا بمثل ما أصاب غيري من إزعاج... أرفض أن أصدِّق أنَّ بضعة شهور من السجن تُحِيل إنسانًا - مهما كان - من النَّقِيض إلى النَّقِيض... كانتْ أذني تلْتَقِط أُخْرَيات الحوار الدائر بين شوقي والتومرجي، والأخير يقول وكأنَّه يُهِمُّ بإطْلاعِه على سِرٍّ: عارفشي حضرتك عباس محمود الزنفلي يبقى مين؟ وقبل أنْ ينطق شوقي أو يسأل، وجدتُ عبد الله يقول: ما هو ده اللي كانوا بيسمُّوه العسكري الأسود يا بيه، حضرتك ما سمعتش عليه ولا إيه؟ ولم يُجِبْ شوقي، كلُّ ما حدث أنَّه ثبتَ على وضْعِه وثبتَتْ ملامِحُه على تعبيرها السابق... بعد زوال حكم الإرهاب وبداية مُراجَعة الجرائم التي ارتُكبتْ في ظِلِّه، كان عملُ عباس محمود الزنفلي هذا أنْ يَضْرِبهم، يضرب بعضَهم لكي يعترف، وآخَرِين لمجرَّد الضرب وهدِّ الكيان.
كنا قد وصلنا في رحلتنا إلى حارةٍ لا تسمح بمرور العربة...  سِرْنا نحن الثلاثة، عبد الله بنفس قبقابه يحمل الدوسيه وحقيبة الكشف ويُرِينا الطريق، وشوقي بجواري، ومع كلِّ خطوة يتضاعف شغفي وحبُّ استطلاعي لرؤية هذا المارد الأسود الذي أَرْعَب صفوةً بأكملها من أبناء جيلنا الموعود... دقَّ عبد الله الباب، وطال دقُّه دون أن نظفَر بجواب... وجَدْنا الباب تحت تأثير الدقِّ ينهارُ وينفتح من تِلْقاء نفسه... فُتح بابٌ جانبي وخرجتْ منه امرأةٌ نحيفةٌ قصيرةٌ بيضاءُ... بدأتُ أتحدَّث إلى الزوجة وأسألها، حديثًا لم أكُنْ أُقَدِّر له أكثر من دقائق قليلة إذْ كانتْ لهفتي الأساسية أن أرى «العسكري الأسود»، ورغم أنَّها بردِّها على أسئلتي بدأتْ تُجِيبني إجاباتٍ مقتضَبَة... القصة كما استخلصْتُها من «نور» الزوجة تختلف بطبيعة الحال كثيرًا عن قصة «العسكري الأسود» كما تطوَّع بها عبد الله، وعن صورته كما رآها شوقي، وكلُّ مَن كان في السجن وقُدِّر له أن يقَعَ تحت طائلته، قصة الفلَّاح حين يشبُّ قويًّا أقوى وأصلب عودًا من كلِّ أقرانه، فتصبح له في البلدة شُهْرة، ويصبح لقوَّته سلطان ... جاء بعد مُدَّة الجيش وأخذها وسكن بها في مصر، في نفس هذا البيت الذي لم يغيِّره الزمن، واشتغل في البوليس ... في النهاية يختاره الباشا، ويمسك بهذه الوظيفة التي بدا وكأنَّها باب السَّعْد والهنا، فما من يوم يعودُ فيه إلى البيت إلَّا ومعه سبت خضار ولحمة ... شفاعات ورجوات لعباس كي يتوسَّط لدى الباشا للإفراج عن معتقلين ومتهمين ... ما أكثر ما دخل جيبه من النقود! مع كلِّ عريضة تندسُّ اليد في جيبه وتترك ما فيه القسمة ... كان حين يذهب عنه الأصدقاء والزُّوَّار ويصبح البيت خاليًا إلَّا منه ومنها يذهب عنه المرح والضحك الذي كان غارقًا فيه، ويستمر على جلسته المتربِّعة منكَّس الرأس ... ينام بغير عَشاء، وإذا تعشَّى استيقظتْ على صوته المخنوق يصرخ من كابوس ... لم يعد عباس، لقد أصبح رجلًا آخَر، لم تَرَه أبدًا، ولم تعرفه ... حالُه لا تَسِير إلَّا إلى أسوأ، خاصةً هجره لها في الفراش، ذلك الذي طال وطال حتى اعتقدَتْ أنه ممنوعٌ عليها بسِحْرٍ ... وما كان أسوَدَها من ليلة! قرَّرتْ فيها أن تعتَمِدَ على نفسِها وتنفضَ أقنعةَ الخجل وتواجْهَه ... غرسَ أظافِرَه في لحمها، ممسكًا إيَّاها بكلتا يديه مُجِيبًا على ما قالتْ بأخسِّ وأقبحِ ألفاظٍ سمعَتْها ... جاءتْها أم ثابت والحاجة كريمة وأم علي وأخبرْنَها أنَّ الباشا الذي يعمل معه عباس ترك الكرسي، وأنهم سيعملون انتخابات ليجيئوا بباشا آخَر ... وقبل أن تكتمل القصة ونعرف منها كيف مرض مرضَه الأخير، وماذا بالضبط حدث له، فُوجِئْنا بشيء روَّعنا ... كانت صرخة، أو هكذا ظننَّاها أولَ الأمر، ولكنَّها لم تلبثْ أن طالتْ وتغيَّر نوعُها، وتحوَّلتْ إلى ما يُشْبِه العِواء ... وقال عبد الله في رجاء يكاد يتحوَّل إلى بكاء: ما نخليها يا دكتور للحكيمباشي، اعمل معروف، ولمحتُ شوقي أصفَرَ زائغَ العينين يتطلَّع إلى الباب، ثم إلى عبد الله وإليَّ متردِّدًا ... دخلنا الحجرة ... كان عباس الزنفلي يرقد نصف رقدة على الفراش، والزوجة تسنده ... وجدتُ أنَّ اهتمامي لم يَعُدْ مركَّزًا على عباس وحالته فقط، أصبح اهتمامي موزَّعًا بينَه وبين شوقي ... لمحتُ وكأنَّ الحياة قد بدأتْ تتدفَّق بسرعةٍ وقوةٍ واندفاعٍ إلى كيانه ... وبمقام من مقامات صوته لم أسمع شوقي ينطق به قال: أنت عباس؟ ... عيان بإيه؟ .. عباس محمود الزنفلي؟ خرجتْ من فم شوقي كالصرخة، كالنداء الهادِر، أعقَبَها بصرخة أخرى: انطق. لم أكن قد سمعتُ شوقي يرفع صوتَه أبدًا إلى درجة الصراخ، ولم يحدث أبدًا أن فقَدَ اتِّزانَه ... ما تستعبطش! ما تعملش إنك ناسي! مش فاكر العنبر؟! مش فاكر علق الساعة خمسة؟! مش فاكر دور تسعة؟! مش فاكر النبابيت؟! مش فاكر الكرباج؟! مش فاكر الدم؟! فين كرباجك وديته فين؟! فين صراخك يا وحش فين؟! فين نعل جزمتك الحديد؟! فين كفك؟! فين صوابعك؟! فين النار فين؟ بص لي وانطق واتكلم وصرَّخ، صرَّخ زي زمان، سمَّعْني صوتك، صرَّخ يا عسكري يا اسود، بص لي وانطق واتكلم وصرَّخ، ما تعملش ناسي! وإن عملت أفكرك، حالًا أفكرك ... ويكشف ظهرَه، ويا لهول ما وقعتْ عليه أبصارنا! لم يكن في ظهره مكان واحد له شكل الجلد أو مظهره، كل جلده كان ندوبًا بشعة ... كل هذا كان يصدر عن شوقي، وأنَّنا كنَّا أنا وعبد الله والزوجة قد أصابنا الشَّلَل ... فُوجِئْنا بما لم نكن نتوقَّع أبدًا بالعواء ينقلب إلى هبهبة كهبهبة الكلب، وبالكرة البشرية تنفرد ويمتدُّ منها فمٌ طويل، وينفتح وينغلق في كلِّ اتجاه، ويهبهب: هاو هاو هاو … وامتدَّ الفمُ مرةً وكاد يقضم كتفَ شوقي، وجزِعَ الأخيرُ، وبدا وكأنَّما قد عاد إليه وَعْيُه، وفي قفزةٍ كان قد غادَرَ مكانَه فوق الفراش ليصبح بعيدًا عن متناول الفم الطويل المفتوح على آخِره، ولم تنقطع الهبهبة، بل حدث ما هو أكثر، أطبقَ الفم المفتوح على يد الزوجة القريبة منه وبدأ يَلُوكها بين أسنانه ... بدأ يضرب الفراش ويهبهب ويعوي ويغرس أظافره وأنيابه في قماش المرتبة ويمزِّقه، ويمضغ القطن، ويزداد هياجُه، ويبدأ بضرب وجهه بكفه كمَن يلطم، ويُعمِل أظافره في جلده تجريحًا وتمزيقًا ... أنَّ عباس أهوى بفمِه على لحم ذِراعِه النحيلة التي كانتْ تبدو من كم الجلباب الممزَّق، وظلَّ يضغط وينظر إلينا بعيون ملتهبة تحترق، ويضغط، ولعابه قد غطَّى الذِّراع العارية، ومن كثرته بدأ يتساقط ويسيل ... الدم كان يتساقَط من فمِه ويختلط بلعابه ... ولا أعرف لماذا كلَّما راجعتُ ما حدث لا أستطيع أن أنسى رغم كلِّ ما رأيتُه وشاهدتُه، كلمةً خُيِّل إليَّ أنها عادية جدًّا وطبيعية ساعةَ أن سمعْتُها تُقال، ولكنِّي لا أعرف لماذا ظلَّتْ تُلِحُّ عليَّ ولا تتركني، الكلمة قالتْها امرأةٌ من اللاتي حضَرْنَ على صراخ نور، امرأةٌ لعلَّها «أم علي الحسَّادة»، وقالتْ ونحن نتأهَّب لمغادرة الحجرة، وقد أصبح البقاء فيها أمرًا لا يتحمَّله العقل، وقطعة لحم عباس بين أسنانه، ودماؤه تكادُ تصبغ كلَّ ما تقع عليه العين، سمعتُ المرأةَ تُمَصْمِص بشفتَيْها وتهمس للواقِفة بجوارِها: لحم الناس يا بنتي، اللي يدوقه ما يسلاه، يفضل يعض إن شا الله ما يلقاش إلا لحمه، الْطُف يا رب بعَبِيدك. سمعتُها ورنَّتْ في أذني رنين الكلام الفارغ الذي نسمعه من خالاتِنا العجائز لنسخر منه، ولكنْ لا أعرف لماذا لا تزال تُلِحُّ عليَّ.

## التحليل والنقد
كتب إبراهيم هلال على موقع الجزيرة في 10 يوليو 2020: "في عدد شهر يونيو سنة 1961 من مجلة "الكاتب" المصرية، ظهرت روايته "العسكري الأسود" كنوع من الاحتجاج الأدبي على أوضاع القمع السياسي وأفعال العنف الوحشية والتعذيب المميت في السجون الناصرية،  ورغم أن إدريس قد جعل زمان الرواية في العصر الملكي، فإنها حملت تلميحات شديدة الحِدّة إلى عصر حكم الضباط والجنرالات ... تشرح إلين سكاري في كتابها "جسد متألم" المراحل التي يمر بها السجين الذي يتعرض للألم؛ وأولى تلك المراحل هي "الإصابة بالألم" حيث يكون حضور الألم طاغياً وشاملاً، وتجربته أكثر واقعية من أي تجربة أخرى لدى الشخص المتألم، حتى الصرخات البشرية الطويلة المتألمة لا تنقل سوى بُعد محدود من أبعاد تجربة المتألم ثم في الخطوة الثانية من خطوات التعذيب تتجسد خصائص الألم الذاتية وتتشيأ، حيث يسري الألم ويتغلغل في روح المتألم، لا بوصف الألم حدثا عارضا على الجسد، بل جوهر بداخله متصل مباشرة بروحه، ويتجلى في عدة خصائص، أولها انفصاليته الكاملة، حيث يكون محتوى الألم بحد ذاته نفيا كاملا يجعل المتألم غير قادر على شرحه أو مناقشته في أي قالب من قوالب اللغة، بل حتى اللغة تنتفي وتتحول إلى صراخ حاد ... يقول يوسف إدريس واصفا حالة شوقي: "أنت لا تشعر بالضرب حين تكون حرا أن ترده، أنت تشعر به هناك حين يكون عليك فقط أن تتلقاه".
كتبت أسماء عبد الخالق على موقع عالم تاني: «أحسست إنه يناقش أوضاعًا مشابهه ... وصف يوسف ادريس لشوقي رائع جدا ... سجن شوقي، حالة الأحكام العرفية، الإرهاب عامي 1947 و 1948، انتشار البوليس السياسي والاشاعات والخوف ... في حال رأي شوقي عباس على تلك الحال حتى بدأت تدب فيه الحياة من جديد ... وفي النهاية ترك شوقي الكشف للحكيمباشي ولم يكتب تقريرًا، يكفي إنه بدأ يستعيد نفسه التي قُتلت ظلماً».
كتب حسام شلش على موقع روافد بوست في 9 يونيو 2020: «(أتعرف أنك حين تؤذى غيرك تؤذى نفسك دون ان تدري؟) مجرد جملة بسيطة بداخل الرواية ولكنها تمثل رواية كاملة بما تحتويه من احداث وشخصيات وحبكة ورسالة يحاول الكاتب توصيلها للقارئ بشكل خاص. الرواية بها بعض الرموز والاسقاطات الموفقة والجميلة كصورة (النيشان المعلق على الحائط) وكذلك عزل رئيس الحكومة وتخليه عن (عباس) واستخدام حيوان كالكلب في التشبيه لبعض الأفعال التي انتهت بها شخصية (عباس) وكذلك علامات التعذيب على ظهر (شوقي) والتي برأي تمثل نيشان الواجب المعلق على الحائط بمنزل عباس (عباس) حيث ان الحكومة تعتقد انها تكافئ كل منهم بتذكار ولكن كل على حدا، ولذلك اجدها رموز موفقة على الرغم من بساطتها استطاع الكاتب بها توصيل فكرته ورسالته لي كقارئ بكل سهولة ويسر».
كتبت نسرين بلوط في جريدة الجمهورية في 9 مارس 2019: «التلذّذ بآلام الآخرين والتنكيل بهم جسدياً ونفسياً، عقدة نفسية سحيقة الأغوار ... كعادته، يعبّر في حبكة الرواية بمجذافين من فولاذ، لا تجاوز للحدث ولا تعدّي على مفهوم السرد المباشر أو غير المباشر. الرواية ترجمة حقيقية لمعنى الساديزم في الحرب النفسية التي تحتلّ جانباً هامّاً جدّاً في الحروب العسكرية، لأنّها تلعب دور القمع المجحف بحقّ الثائرين من بني الأمة».
كتب موقع حواديت مصرية في 2017: «بالطبع، تراوغ الرواية الرقابة كي تضمن وصول رسالتها، معتمدة على إشارات خارجية إلى عهد ملكي سابق، وزمــن باشاوات قديم، ولكن مع وجود القرائن المراوغة التي تجعل من العهد السابق عهداً حاضراً، ومن الزمن القديم زمناً معاصراً، ومن استمرار القمع فعلاً متعدياً يصل الماضي بالحاضر، والكتابة بالواقع الذي يدفع إليها ... النهاية هي ذروة البعد التمثيلي في تصوير العسكري الأسود الذي أحاله السرد القصصي إلى أمثولة دالة، أمثولة تنطق بعض دلالاتها المباشرة».

## وصلات خارجية
https://www.hindawi.org/books/28574240/1/ العسكري الأسود (رواية)
https://www.almasryalyoum.com/news/details/2388972 العسكري الأسود (رواية)
https://www.hindawi.org/contributors/95064085/ العسكري الأسود (رواية)
https://www.goodreads.com/ar/book/show/10800683 العسكري الأسود (رواية)
https://www.storytel.com/ae/ar/books/736786-laaskry-lasod العسكري الأسود (رواية)